# 蒙德湖
蒙德湖（德語：Mondsee）是奧地利的湖泊，位於薩爾茨卡默古特，長11公里、寬1.5公里，面積13.78平方公里，集水區面積247平方公里，海拔高度481米，平均水深36米，最大水深68米，蓄水量5.1億立方米。

## 圖片

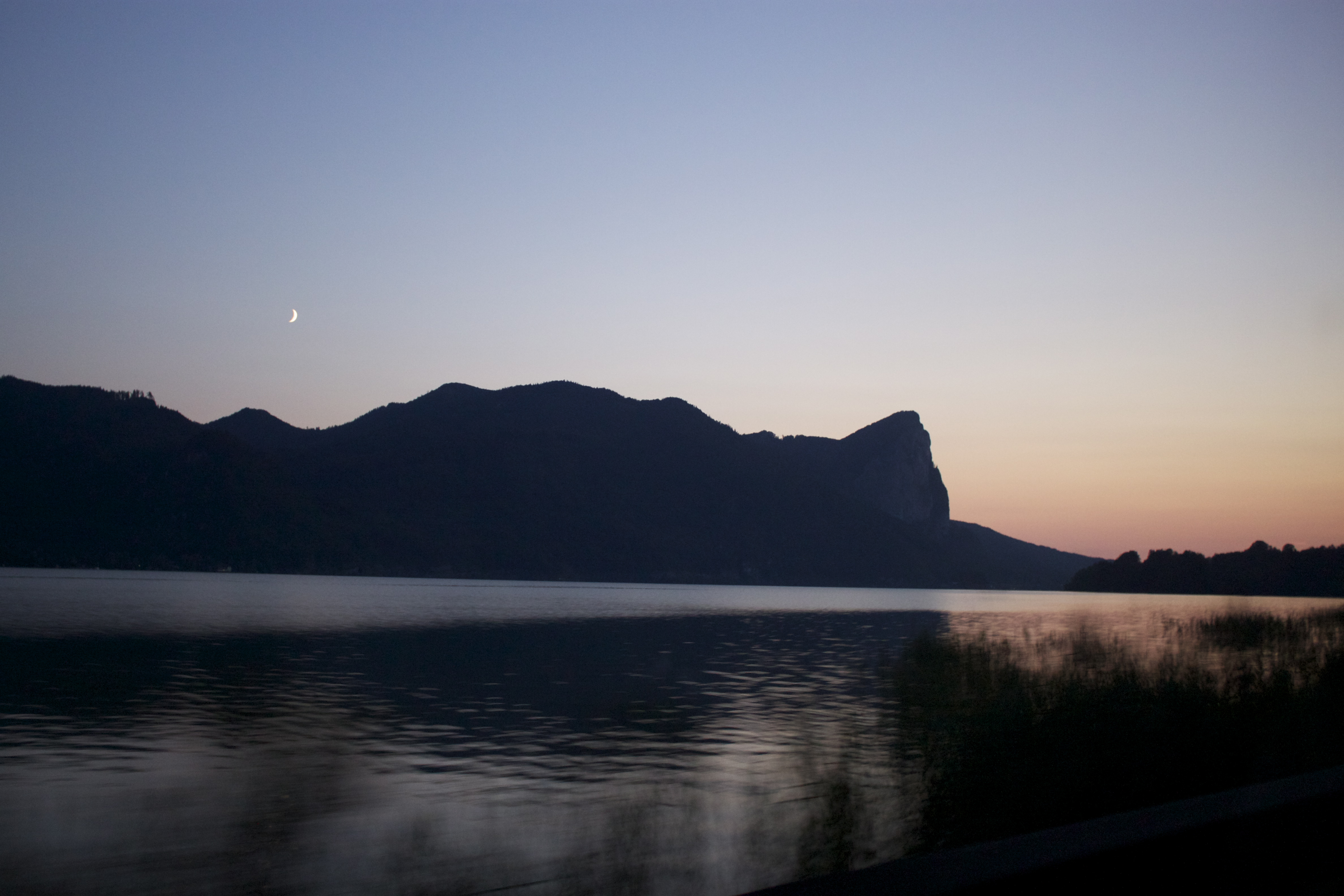
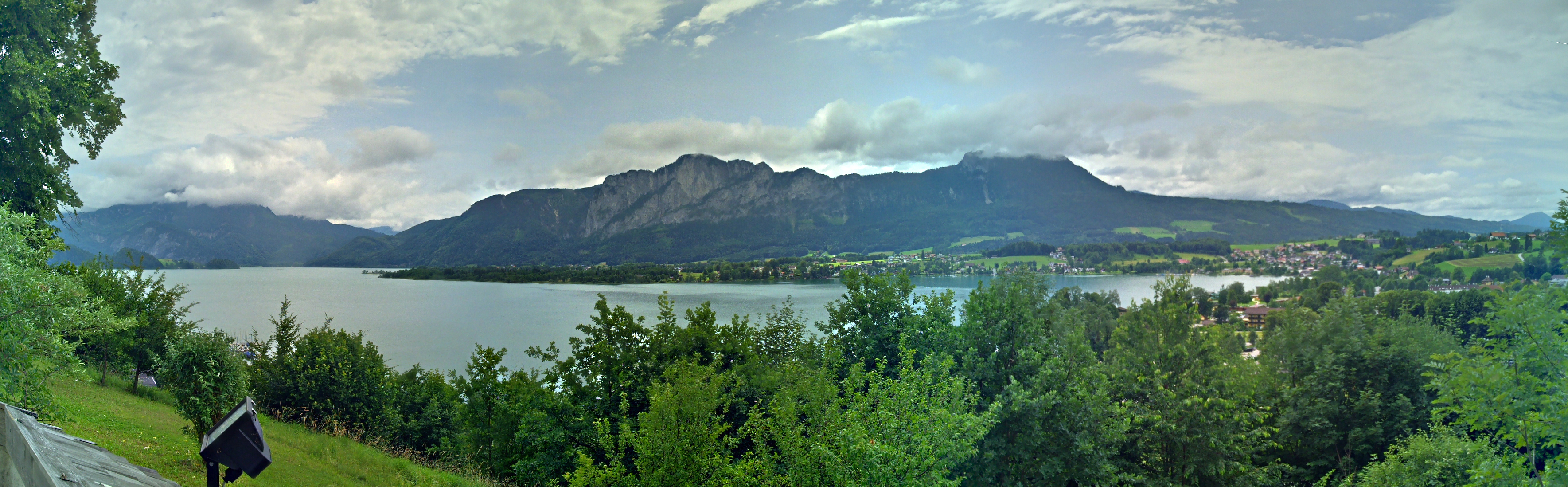
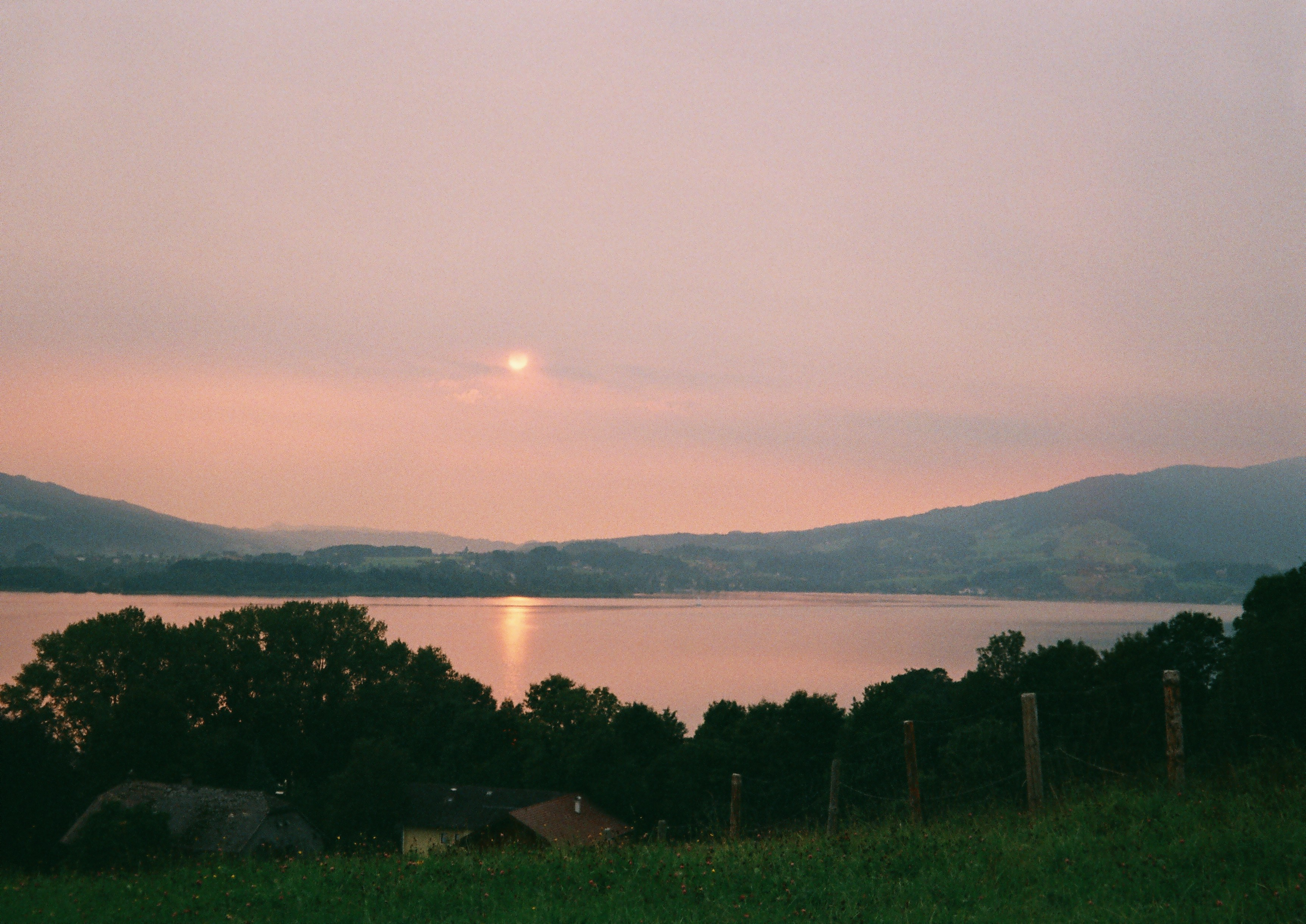
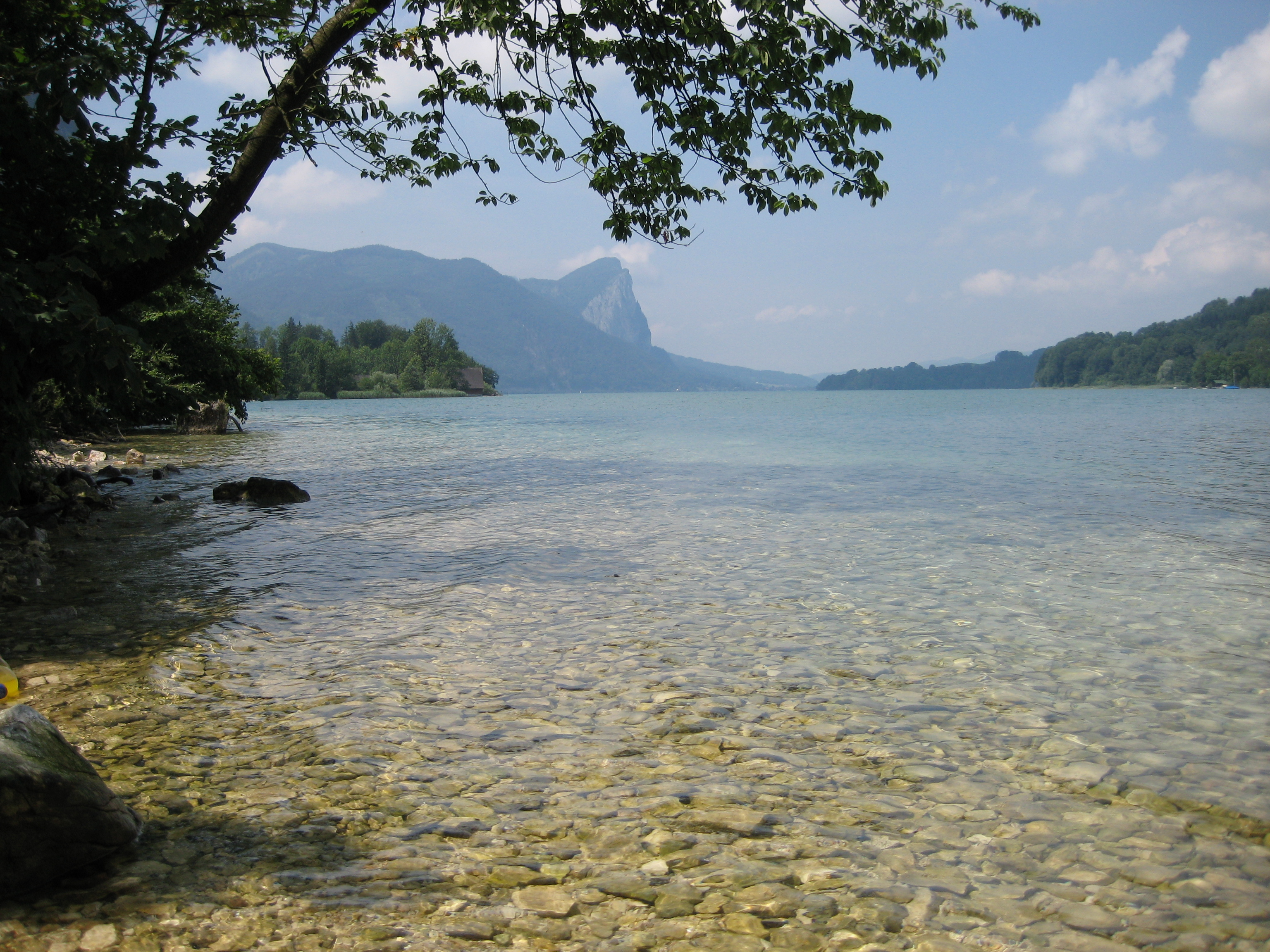
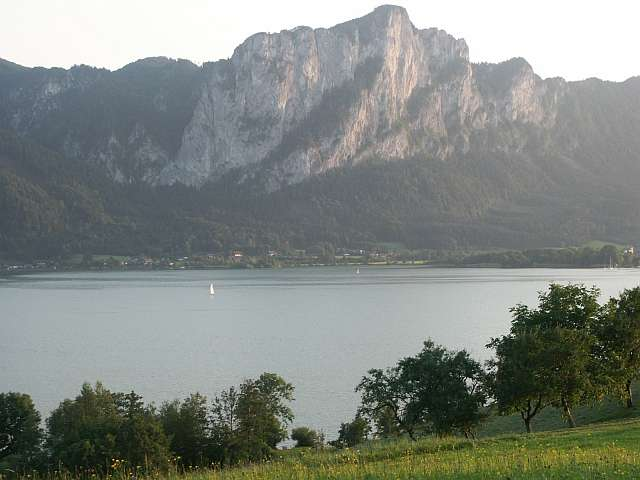